# Bistum Velletri-Segni
Das Bistum Velletri-Segni (lateinisch Dioecesis Veliterna-Signina, italienisch Diocesi suburbicaria di Velletri-Segni) ist suburbikarisches Bistum und gehört als solches der Kirchenprovinz Rom an. Sitz des Bistums ist Velletri.
Das Bistum entstand 1981 durch die Vereinigung des Bistums Velletri mit dem Bistum Segni, zunächst noch unter dem Namen „Velletri und Segni“, ab 1986 unter dem heutigen Namen Velletri-Segni. Die beiden ursprünglichen Bistümer wurden im 5. Jahrhundert in der näheren Umgebung von Rom gegründet. Velletri war von 1150 bis 1914 mit dem Bistum Ostia vereint.
Am 25. April 2005 wurde Francis Kardinal Arinze Kardinalbischof von Velletri-Segni und damit Nachfolger von Joseph Kardinal Ratzinger, der dieses Amt bis zu seiner Wahl zum Papst innehatte.
Am 12. September 2023 verfügte Papst Franziskus die Vereinigung des Bistums Frascati in persona episcopi mit dem Bistum Velletri-Segni. Bischof der so vereinigten Bistümer wurde der bisherige Bischof von Velletri-Segni, Stefano Russo.

## Einzelnachweise

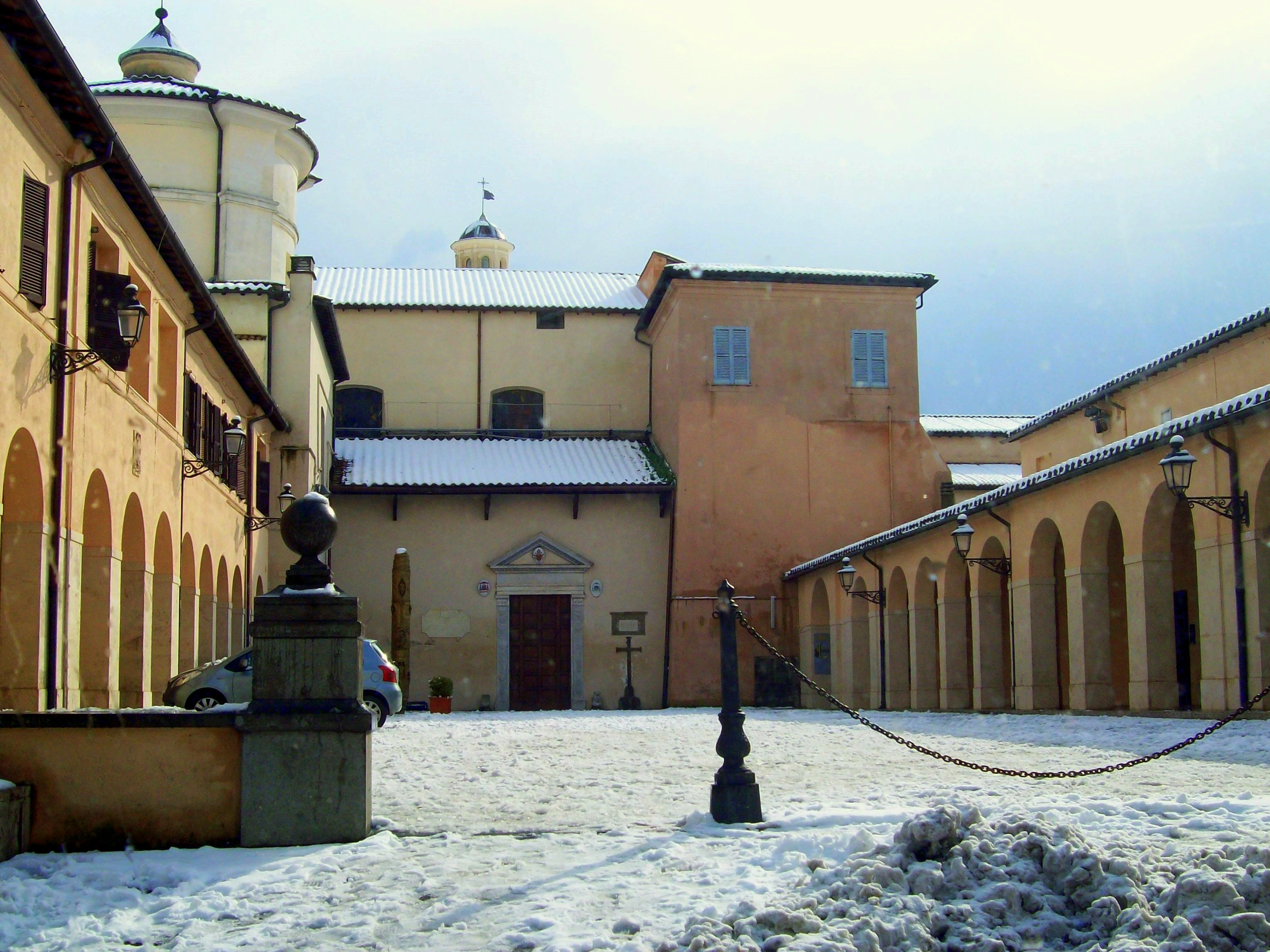
Kathedrale San Clemente in Velletri